# Sant Sebastià de la Canonja
Sant Sebastià de la Canonja és una església de la Canonja inclosa a l'Inventari del Patrimoni Arquitectònic de Catalunya.

## Descripció
Església d'una nau, coberta amb volta de canó amb llunetes. Té capelles laterals entre contraforts i el presbiteri és quadrangular i està cobert per una volta de quart d'esfera, amb aparença de petxina, repetint-se aquesta forma als angles.
La façana, centrada per la porta amb frontó triangular acabat per tres pinacles amb sengles boles, està coronada, al sector central corresponent a la nau, per un gran frontó amb un ull de bou.
Al costat dret té el campanar adossat. És de base quadrangular, amb dos cossos d'alçada, separats per una cornisa (el superior té una obertura de mig punt a cada cara), i tres més de base diversa i petita alçada.
És un edifici d'estil neoclàssic, molt senzill, amb detalls ornamentals, a l'interior, de caràcter rococó.
A l'altar major, hi ha un gran manifestador daurat amb or d'Alemanya, obra dels anys 40, de l'arquitecte Monravà.

## Història
Fins al 1573, la capella de la Canonja depenia de la Catedral de Tarragona. A partir d'aquesta data serà sufragània de la de Masricard i el 1578 tingué reserva del Santíssim i fonts baptismals -abans havien hagut d'anar a Tarragona-. Posteriorment, per decret del Tribunal de la Rota, passà a parròquia.
L'actual església, en substituí una d'anterior, potser al davant, de petites dimensions, a la qual devia pertànyer la predel·la de la capella del Santíssim i el sant Sebastià de la rectoria (aproximadament del segle xvi) i que devien formar part del mateix retaule, ara desaparegut.
A partir de 1704 hi ha referència a uns diners destinats a l'obra de l'església; el 1746 es restaurava l'església vella, mentre es devia anar fent la nova, que se sap que es construïa el 1745 i que potser es beneí el 1757. El 1760 es compra una campana i els anys següents un rellotge.
S'hi conserva un canelobre de ferro de voltants del segle xiv, una pica baptismal rústega, possiblement no anterior al 1578 i una bandera, al costat de l'evangeli, del segle xviii. Porta i cancell també són del xviii. S'hi conserva un petit tresor.